# Ermupoli
Ermupoli (řecky Ερμούπολη, starořecky Ἑρμούπολις, Hermúpolis, „Hermovo město“) je obecní jednotka, komunita, město a přístav ležící na řeckém ostrově Syros ve střední části Egejského moře. Je součástí obce Syros-Ermupoli v regionální jednotce Syros a kraji Jižní Egeis, jehož je hlavním městem. Do roku 2011 bylo samostatnou obcí. Nachází se ve východní části ostrova u pobřeží. Na severu a západě sousedí s obecní jednotkou Ano Syros a na jihu s obecní jednotkou Poseidonia. Je jednou ze tří obecních jednotek na ostrově.

## Obyvatelstvo
V obecní jednotce žilo v roce 2011 13 737 obyvatel, z čehož připadalo 11 407 na stejnojmennou komunitu a obec. Obecní jednotka Ermupoli od roku 2011 zahrnuje 2 komunity. V závorkách je uveden počet obyvatel komunit a sídel.
- Obecní jednotka Ermupoli (13737)
  - komunita Ermupoli (11407) se skládá z vlastního města Ermupoli (11407) a neobydlených ostrůvků Didimi (0) a Strogilo (0).
  - komunita Manna (2330) se skládá ze sídel Ano Manna (433), Atholimnos (604), Manna (958) a Talanta (335).

## Partnerská města
- El Puerto de Santa María, Španělsko